# Transmisión óptica extraordinaria

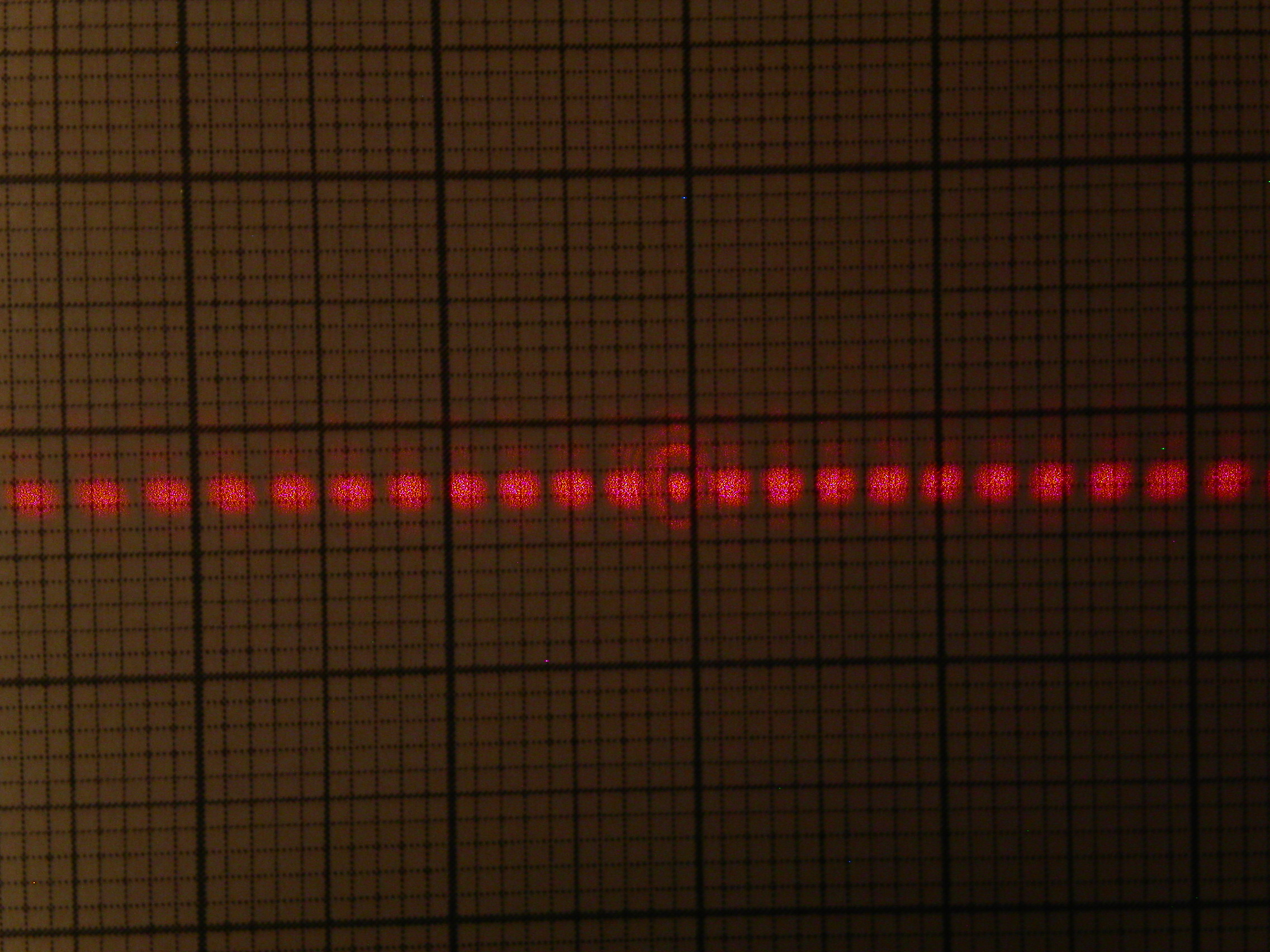
Patrón de interferencia de rendijas dobles, donde el ancho de la rendija es un tercio de la longitud de onda.

La transmisión óptica extraordinaria (EOT) es el fenómeno de transmisión de luz muy mejorada a través de una apertura por debajo de la longitud de onda en una película metálica que de otro modo sería opaca y que ha sido modelada con una estructura periódica que se repite regularmente. Generalmente, cuando la luz de una determinada longitud de onda incide en una apertura inferior a la longitud de onda, se difracta isotrópicamente en todas direcciones de manera uniforme, con una mínima transmisión de campo lejano. Esta es la comprensión de la teoría clásica de la apertura descrita por Hans Bethe. Sin embargo, en EOT, la estructura que se repite regularmente permite que se produzca una eficiencia de transmisión mucho mayor, hasta varios órdenes de magnitud mayor que la predicha por la teoría de apertura clásica. Fue descrito por primera vez en 1998.
Este fenómeno, que se analizó completamente con un modelo de dispersión microscópico, se atribuye en parte a la presencia de resonancias de plasmón superficial  e interferencia constructiva. Un plasmón de superficie (SP) es una excitación colectiva de los electrones en la unión entre un conductor y un aislante y es una de una serie de interacciones entre la luz y una superficie metálica llamadas plasmónicas.
Actualmente, existe evidencia experimental de EOT fuera del rango óptico. Los enfoques analíticos también predicen el EOT en placas perforadas con un modelo de conductor perfecto. Los agujeros pueden emular de alguna manera los plasmones en otras regiones del espectro electromagnético donde no existen. Entonces, la contribución plasmónica es una peculiaridad muy particular de la resonancia EOT y no debe tomarse como la principal contribución al fenómeno. Trabajos más recientes han demostrado una fuerte contribución del acoplamiento de ondas evanescentes superpuestas,  lo que explica por qué la resonancia de plasmón superficial mejora el efecto EOT en ambos lados de una película metálica en frecuencias ópticas, pero explica la transmisión en el rango de terahercios.
Se han elaborado explicaciones analíticas simples de este fenómeno, enfatizando la similitud entre conjuntos de partículas y conjuntos de agujeros, y estableciendo que el fenómeno está dominado por la difracción.

## Aplicaciones
Se espera que EOT desempeñe un papel importante en la creación de componentes de circuitos integrados fotónicos (PIC) eficientes. Los circuitos integrados fotónicos son análogos a los circuitos electrónicos, pero se basan en fotones en lugar de electrones.
Uno de los resultados más innovadores relacionados con EOT es la posibilidad de implementar un metamaterial para zurdos (LHM) simplemente apilando matrices de agujeros.
La detección química y biológica basada en EOT (por ejemplo, la mejora de la detección de anticuerpos basada en ELISA) es otra área importante de investigación. Al igual que en un sensor de resonancia de plasmón de superficie tradicional, la eficiencia del EOT varía con la longitud de onda de la luz incidente y el valor del componente del vector de onda en el plano. Esto puede explotarse como un medio para transducir eventos de unión química midiendo un cambio en la constante dieléctrica local (debido a la unión de la especie objetivo) como un cambio en la ubicación espectral y/o la intensidad del pico EOT. La variación de la geometría del orificio altera la ubicación espectral del pico EOT de modo que los eventos de unión química puedan detectarse ópticamente a una longitud de onda deseada. La detección basada en EOT ofrece una ventaja clave sobre un sensor químico SPR de estilo Kretschmann, la de ser un dispositivo inherentemente de escala nanométrica-micrómetro; por lo tanto, es particularmente susceptible a la miniaturización.